# Хрептовський Ахіль
Д-р Хрептовський Ахіль (нар.6 червня 1920 Німецьке Яблінне — пом.9 травня 1998) — лікар, спортивний діяч та репортер, український громадський діяч діаспори.

## Життєпис
Народився Хрептовський Ахіль 6 червня 1920 року в місцевості Німецьке Яблінне, тепер Яблонне-в-Под'єштеді, Чехословаччина, у родині юриста Петра і Камілії (з родини Антонюків) Хрептовських. Закінчив гімназію у м. Сянок. Вищі медичні студії студіював у Відні і Мюнхені. Отримав докторат з медицини 1948 р.
В молодому віці був відомий як добрий футболіст українських дружин — УСТ «Україна» (Львів), СТ «Лемко» (Сянок), «УССК» (Мюнхен), СФ «Нассав» (Німеччина), та як лижвар у Перемишлі. В Чикаго був спортовим коментатором і репортером Українського Спортового Товариства «Леви» і репортером спортивної радіопрограми.
У 1949 р. оселився у Чикаго та відкрив приватну лікарську практику в Норідж, Іллінойс. До 1988 р. працював лікарем.
З 1982 р. — президент Світової Федерації Українських лікарських товариств (СФУЛТ).
Меценат, шанувальник, колекціонер українського образотворчого мистецтва,. Ініціатор-засновник Українського інституту модерного мистецтва у Чикаго.
Голова Українського Лікарського Товариства Північної Америки (1975—1977). Хрептовський був ініціатором і співзасновником Українського Лікарського Товариства в Австралії та Австрії.